# پرتنگو
پرتنگو (به ایتالیایی: Pertengo) یک کومونه در ایتالیا است که در استان ورسلی واقع شده‌است. پرتنگو ۸٫۳ کیلومتر مربع مساحت و ۳۲۸ نفر جمعیت دارد.